# Jerry Rice

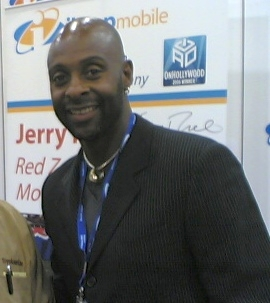
Jerry Rice

Jerry Rice, född den 13 oktober 1962 i Starkville, Mississippi, USA. anses vara den bästa Wide Receivern någonsin, anses av många även vara bland de bästa att över huvud taget ha spelat amerikansk fotboll. Rice spelade större delen av sin karriär med San Francisco 49ers, (85-00). Efter säsongen 00 flyttade han tvärsöver viken till rivaliseranda Oakland Raiders, dock utan stor framgång och bytte 04-05 till Seattle Seahawks. Han skrev inför säsongen (05-06) ett kontrakt med Denver Broncos men valde att innan säsongen startade att avsluta sin fantastiska karriär. Han var då 43 år gammal och det skulle vara hans 20:e säsong i NFL. 
Jerry Rice har inför säsongen 07 skrivit ett symboliskt spelarkontrakt med San Francisco 49ers för att kunna pensionera sig med klubben där han hade sin storhetstid. Den formella avtackningen kommer att ske i samband med San Franciscos hemmamatch mot Seattle Seahawks den 19 november.
Han slutade sin karriär med:
- 1 549 fångade bollar
- 22 895 erövrade yards
- 197 fångade bollar för touchdown, 10 touchdowns på springspel (totalt 207 TD:s)
- 31 tacklingar och till och med en TD-pass. Han är än så länge den enda spelaren över 15 000 yards. Han har statistiskt krossat sina motståndare.

Jerry Rice spelade i 303 matcher.

## Super Bowl
- Nummer XIX 1987 För San Francisco 49ers med vinst mot Miami Dolphins
- Nummer XXIII 1988 För San Francisco 49ers  med vinst mot Cincinnati Bengals
- Nummer XXIV 1990 För San Francisco 49ers med vinst mot Denver Broncos
- Nummer XXIX 1996 För San Francisco 49ers med vinst mot San Diego Chargers
- Nummer XXXVII 2003 För Oakland Raiders med förlust mot Tampa Bay Buccaneers